# Utilisation des terres, changement d'affectation des terres et foresterie
Utilisation des terres, changement d’affectation des terres et foresterie (UTCATF ou UTCAF), en anglais Land use, land-use change, and forestry (LULUCF), est une catégorie utilisée dans les inventaires sectoriels d'émissions de gaz à effet de serre qui regroupe les émissions et les absorptions de ces gaz découlant directement des activités humaines liées à l'utilisation des terres, leurs changements d'affectation et à la forêt. On parle habituellement du « secteur UTCATF »,,.

## Description
Le secteur UTCATF regroupe les flux de carbone induits par les activités humaines, relatifs au couvert végétal et à la matière organique du sol dont la teneur en carbone dépend de l'utilisation qui est faite du sol.
Il a remplacé le secteur UTCF (Utilisation des terres, leurs changements et la forêt), en anglais FOLU (Forestry and other land use), précédemment utilisé.
La Convention-cadre des Nations unies sur les changements climatiques (CCNUCC) considère comme « anthropiques » toutes les émissions et absorptions ayant lieu sur des terres déclarées comme « gérées », bien que celles-ci soient en partie naturelles et considérées comme telles dans les bilans carbone du GIEC. Les aléas considérés comme naturels comme les incendies ou les tempêtes, mais qui sont en partie attribuables à l'activité humaine (incendies criminels et réchauffement climatique), ne sont normalement pas pris en compte, mais ils le sont en France,.
Sont principalement concernées :
- les terres forestières qui stockent beaucoup de carbone dans les arbres, la litière et le sol ;
- les terres agricoles qui en stockent surtout dans le sol ;
- les zones humides et en particulier les tourbières.

Les flux principaux sont dus au changement d'affectation des terres, comme l'afforestation, la déforestation, l'urbanisation de terres agricoles ou la conversion après drainage de zones humides en cultures, à des changements de pratiques, comme la culture sans labour ou à des dynamiques de long terme multifactorielles, comme la croissance forestière.
L'objectif de l'inventaire est d'évaluer les flux entrant ou sortant des différents réservoirs de carbone, définis ainsi par le GIEC : la biomasse vivante aérienne, la biomasse vivante souterraine, le bois mort, la litière, la matière organique du sol, les produits bois.
L'inventaire concerne tous les gaz à effet de serre émis ou absorbés par le secteur : CO2, méthane (CH4) et protoxyde d'azote (N2O).
Lorsque les absorptions de CO2 sont supérieures aux émissions, on parle d'émissions négatives et on dit que le secteur UTCATF constitue un puits de carbone.

## Méthodologie
Les inventaires UTCATF reposent sur un suivi des surfaces. Le territoire considéré est découpé en unités géographiques sur lesquelles les différents flux, émissions et absorptions liées à l'utilisation du sol, sont estimés.
Le GIEC distingue six grandes catégories d’occupation du sol :
- les forêts ;
- les terres cultivées (terres cultivées et labourées ainsi que les parcelles en agroforesterie pour lesquelles la définition de forêt ne s'applique pas) ;
- les prairies (zones couvertes d'herbe d'origine naturelle ou semées il y a plus de cinq ans) ;
- les terres humides ;
- les zones artificielles ;
- les autres terres (ex : roches, sols nus, sable...).

L'UTCATF ne couvre pas les émissions liées à la fertilisation azotée, aux amendements basiques et à l’élevage qui sont incluses dans le secteur Agriculture.

## Inventaires

Émissions de gaz à effet de serre par citoyen - UTCATF inclus (2000).

Émissions de gaz à effet de serre par citoyen - UTCATF non inclus (2000).

Au niveau mondial, le secteur UTCATF est un émetteur net de carbone. Selon le GIEC, il contribuait à 11 % des émissions de gaz à effet de serre en 2010, soit 5,4 Gt éq. CO2. Sur la décennie 2006-2015, les émissions du secteur UTCATF ont été en moyenne de 4,4 Gt (±1.3) éq. CO2 par an. La zone tropicale a été une source nette de 5,2 Gt par an, alors que les latitudes moyennes de l'hémisphère nord ont été un puits net de −1,0 Gt et les latitudes moyennes de l'hémisphère sud ont été neutres en carbone.

### Union européenne
Dans l'Union européenne, le secteur UTCATF est un puits net de carbone. En 2019, il absorbait 249 Mt éq. CO2.
Après une longue période de croissance jusque 2006, la quantité absorbée est en baisse : elle a baissé de 19 % entre 2013 et 2018, passant de 325 Mt à 264 Mt éq. CO2. Dans son Pacte vert, l'Union européenne s'est fixée un objectif d'absorption de 310 Mt éq. CO2, et vise 400 Mt en 2050.

### France
En France, le secteur UTCATF est un puits net de carbone. Fortement à la hausse durant la période 1990-2000, il a diminué ces dernières années, passant d’environ −45 Mt éq. CO2 au milieu des années 2000 à −30,7 Mt éq. CO2 en 2019 et a permis cette même année de compenser 7 % des émissions totales de gaz à effet de serre des autres secteurs. La stratégie nationale bas carbone table sur une forte augmentation des émissions négatives à l'horizon 2050, soit −82 Mt éq. CO2 par an (dont 15 Mt assurées par des technologies de capture et stockage de carbone et le reste par le secteur UTCATF). Il faudrait alors réduire les émissions de gaz à effet de serre à ce niveau là pour atteindre la neutralité carbone.
C’est principalement la croissance des arbres sur pied (plus que l’expansion de la surface forestière) qui explique le niveau de puits de carbone de la France.
|                       | 1990  | 2000  | 2010  | 2019  |
| --------------------- | ----- | ----- | ----- | ----- |
| Forêts                | −39,6 | −33,7 | −59,1 | −51,1 |
| Terres cultivées      | +25,5 | +23,4 | +22,2 | +16,2 |
| Prairies              | −13,0 | −13,5 | −9,0  | −7,5  |
| Zones humides         | +0,4  | +0,2  | +0,4  | +0,5  |
| Zones artificialisées | +9,9  | +9,9  | +12,6 | +11,7 |
| Produits bois         | −5,1  | −5,1  | −3,4  | −0,8  |
| Barrages              | 0     | +1,3  | +0,4  | +0,3  |
| Total                 | −21,9 | −17,5 | −35,9 | −30,7 |

## Autres utilisations
Les critères de durabilité des biocarburants requis par la directive de l'Union européenne sur les biocarburants incluent des prescriptions relatives à l'UTCATF.